# Elecciones presidenciales de la República de China de 2020
Las XV elecciones presidenciales y vicepresidenciales de la República de China (en chino tradicional, 中華民國第十五屆總統副總統選舉) se celebraron el 11 de enero de 2020 junto con las 10.ª elecciones al Yuan Legislativo. La presidenta en funciones Tsai Ing-wen y el ex primer ministro William Lai del Partido Democrático Progresista ganaron las elecciones, derrotando al alcalde de Kaohsiung Han Kuo-yu del Kuomintang y a su compañero  Chang San-cheng, así como a James Soong del Partido Primero el Pueblo.
Tras las importantes pérdidas sufridas durante las elecciones locales taiwanesas de 2018, Tsai Ing-wen renunció a la presidencia de su partido y fue desafiada en primarias por el ex primer ministro William Lai, quien había sido designado por Tsai. El Kuomintang también organizó unas primarias muy competitivas, en las que Han Kuo-yu, inicialmente reacio a presentarse, derrotó al excandidato presidencial y alcalde de Nuevo Taipéi Eric Chu, y al director ejecutivo de Foxconn Terry Gou.
Tanto las cuestiones internas como las relaciones a través del Estrecho fueron protagonistas de la campaña, en la que Han atacó a Tsai por sus supuestos fallos en la reforma laboral, la gestión económica y la lucha contra la corrupción de sus ayudantes. Sin embargo, la contundente respuesta de Tsai a las crecientes presiones de Pekín para que Taiwán se adhiera a un acuerdo de unificación, con el telón de fondo de las intensamente seguidas protestas contra la extradición en Hong Kong, resultó crucial para que Tsai recuperara un amplio apoyo.
Las elecciones tuvieron una  participación del 74,9%, la más alta en unas las elecciones nacionales desde 2008. Tsai obtuvo la cifra récord de 8,17 millones de votos, que representan el 57,1% del voto popular, la mayor cuota de votos obtenida por un candidato del DPP en unas elecciones presidenciales. El DPP recibió una mayor proporción de votos en las principales áreas metropolitanas, invirtiendo la suerte del KMT en Kaohsiung y alrededores, mientras que el Kuomintang mantuvo su fuerza en las limitadas regiones del este y en las circunscripciones de fuera de la isla. Tsai y Lai fueron investidos el 20 de mayo de 2020.

## Eligibilidad
Los candidatos a la presidencia y a la vicepresidencia son elegidos en la misma candidatura, utilizando el sistema de votación por mayoría. Esta fue la séptima elección directa del presidente y el vicepresidente, ya que los cargos habían sido previamente elegidos indirectamente por la Asamblea Nacional hasta 1996.
De acuerdo con la legislación vigente, cualquier partido que haya recibido más del 5% del total de votos en las últimas elecciones de cualquier nivel puede presentarse a las elecciones.  El Partido Democrático Progresista (DPP), Kuomintang (KMT), Partido del Nuevo Poder (NPP) y Partido del Pueblo Primero (PFP) eran elegibles, aunque al final sólo se certificaron tres candidatos de los principales partidos: la actual presidenta Tsai Ing-wen del Partido Democrático Progresista, el alcalde de Kaohsiung Han Kuo-yu del Kuomintang y el eterno candidato veterano James Soong del Partido del Pueblo Primero. El vicepresidente Chen Chien-jen, compañero de fórmula de Tsai en 2016, podía optar a la reelección, pero decidió no presentarse.

## Antecedentes
Tsai Ing-wen sufrió una estrepitosa derrota durante las elecciones locales taiwanesas de 2018 debido al descontento generalizado sobre numerosas cuestiones de política interna, como la reforma de las pensiones públicas, el matrimonio entre personas del mismo sexo, la contaminación y la reforma laboral. En el periodo previo a las elecciones, se descubrió que sus colaboradores estaban implicados en una red de contrabando de tabaco, en la que supuestamente también estaban implicados los altos cargos de la aerolínea de bandera China Airlines y de la Oficina de Seguridad Nacional. Acosada por el escándalo y habiendo perdido en importantes referendos, la influencia de Tsai continuó deteriorándose tanto en su propio partido como en general.
La mayor inflexión de la campaña se produjo en medio de las protestas contra el proyecto de ley de extradición en Hong Kong, un acontecimiento que se desencadenó con el asesinato de Poon Hiu-wing en Taiwán. A medida que las protestas se fueron acentuando a lo largo de la última mitad de 2019, Tsai comenzó a presentar la situación de Hong Kong como resultado directo de una invasión de la autonomía del territorio por parte de Pekín. En enero de 2019, Xi Jinping, Secretario General del Partido Comunista de China, había anunciado una carta abierta a Taiwán proponiendo una fórmula de un país, dos sistemas para una eventual unificación. Además, en el transcurso de 2019, varias naciones pequeñas que anteriormente tenían lazos diplomáticos con Taiwán, como Panamá, Kiribati y las Islas Salomón, rompieron sus relaciones en favor de la RPC. Tsai se pronunció diciendo que Taiwán "nunca aceptará un país, dos sistemas" y que "el Hong Kong de hoy podría ser el Taiwán de mañana". El fuerte posicionamiento de Tsai la llevó finalmente a la victoria en lo que fue un duro desafío en las primarias al primer ministro William Lai.
Tsai se reconcilió con diversos elementos de su partido al fichar a Lai como su compañero de fórmula. El Kuomintang, después de ciertas controversias por cuestiones procedurales, coqueteó con nominar al jefe de Foxconn, Terry Gou. El partido acabó nominando al incendiario Han Kuo-yu, que en 2018 había dirigido con éxito una campaña insurgente a la alcaldía de Kaohsiung, bastión del DPP. Sin embargo, sus combativas y excéntricas salidas de tono y su participación en las elecciones presidenciales poco después de asumir el cargo en Kaohsiung le valieron el desprecio de sus detractores. Además, Tsai se ensañó con la supuesta amabilidad de Han con Pekín, citando su visita a principios de 2019 a China continental, donde se reunió con múltiples funcionarios de alto nivel del Partido Comunista, y su continuo reconocimiento del Consenso de 1992, que Tsai había repudiado. Han acabó pronunciándose en contra de "un país, dos sistemas", comentando que eso nunca ocurriría si él fuera presidente, a no ser que fuera "por encima de mi cadáver". Pese a ello, la ventaja de Tsai en este asunto ya estaba consolidada, por lo que esta declaración no favoreció especialmente a Han.

## Encuestas y resultados

### Resultados
| Candidato                          | Candidato                 | Vicecandidato             | Partido                         | Votos      | %      |
| ---------------------------------- | ------------------------- | ------------------------- | ------------------------------- | ---------- | ------ |
|                                    | Tsai Ing-wen              | William Lai               | Partido Progresista Democrático | 8,170,231  | 57.13  |
|                                    | Han Kuo-yu                | Simon Chang               | Kuomintang                      | 5,522,119  | 38.61  |
|                                    | James Soong               | Sandra Yu                 | Partido Primero el Pueblo       | 608,590    | 4.26   |
| Total                              | Total                     | Total                     | Total                           | 14,300,940 | 100    |
|                                    |                           |                           |                                 |            |        |
| Votos Válidos                      | Votos Válidos             | Votos Válidos             | Votos Válidos                   | 14,300,940 | 98.87  |
| Votos Inválidos/En Blanco          | Votos Inválidos/En Blanco | Votos Inválidos/En Blanco | Votos Inválidos/En Blanco       | 163,631    | 1.13   |
| Votos totales                      | Votos totales             | Votos totales             | Votos totales                   | 14,464,571 | 100.00 |
| Participación                      | Participación             | Participación             | Participación                   | 19,311,105 | 74.90  |
| Fuente: Comisión Electoral Central |                           |                           |                                 |            |        |

La actual presidenta Tsai Ing-wen ganó las elecciones presidenciales taiwanesas de 2020 con su Partido Democrático Progresista y fue reelegida para un segundo mandato con un récord histórico de 8,17 millones de votos (57,1%), el mayor porcentaje de votos obtenido por un candidato del DPP. El candidato rival Han Kuo-yu del Kuomintang (KMT) quedó en segundo lugar con 5,52 millones de votos (38,6%). A pesar de la derrota, el KMT experimentó una recuperación en el porcentaje de votos con respecto a las 2016, notablemente en zonas tradicionalmente proclives al KMT, como el condado de Hsinchu, el Miaoli, el Nantou, el Hualien y el Taitung. El candidato del Partido del Pueblo Primero, James Soong, quedó en tercer lugar y recibió 600.000 votos (4,26%). La participación en las elecciones fue del 74,9%, la más alta entre las elecciones nacionales desde 2008.
En un mitin electoral tras el anuncio de los resultados, Tsai declaró: "El Taiwán democrático y nuestro gobierno democráticamente elegido no cederán ante las amenazas y la intimidación. Los resultados de estas elecciones han dejado muy clara esa respuesta".

### Mapas
|                                                                    |
| Líder de votos y porcentaje de votos en los distritos municipales. |

|                                             |
| Líder de voto en los distritos del condado. |

|                                                                                            |
| Cambio entre los dos grandes partidos respecto a las anteriores elecciones presidenciales. |

|                                                                                |
| Ventaja del voto del ganador sobre el segundo por municipio/ciudad o distrito. |

|                                                  |
| Tamaño de la diferencia entre los dos candidatos |